# مذبحة معرة النعمان
مذبحة معرة النعمان هي أسود لحظة في تاريخ مدينة معرة النعمان السورية وقعت في 492 هـ / 12 ديسمبر 1098 أثناء الحملة الصليبية الأولى. نجح الصليبيون بقيادة ريموند تولوز (ريموند صنجيل) وبوهيموند الأول في حصار أنطاكية ثم في 12 ديسمبر وصلوا المعرة واجتاحوا أسوارها وقتلوا 20,000 من سكانها.
يَذكر التاريخ بأن الصليبين أصابهم الجوع فأكلوا جثث القتلى المسلمين وشووا أطفال معرة النعمان كما دَوَّن المؤرخون المعاصرين من مثل فوشيه الشارتري وهو قس صليبي شارك بالحملة الصليبية إياها.
يقول ابن الأثير: لما فعل الفرنج بالمسلمين ما فعلوا ساروا إلى معرة النعمان فنازلوها وحصروها وقاتلهم أهلها قتالا شديدا، ورأى الفرنج منهم شدة ونكاية ولقوا منهم الجد في حربهم والاجتهاد في قتالهم، فعملوا عند ذلك برجا من خشب يوازي سور المدينة ووقع القتال عليه فلم يضر المسلمين ذلك، فلما كان الليل خاف قوم من المسلمين وتداخلهم الفشل والهلع وظنوا أنهم إذا تحصنوا ببعض الدور الكبار امتنعوا بها، فنزلوا من السور وأخلوا الموضع الذي كانوا يحفظونه، فرآهم طائفة أخرى ففعلوا كفعلهم فخلا مكانهم أيضا من السور ولم تزل تتبع طائفة منهم التي تليها في النزول حتى خلا السور، فصعد الفرنج إليه على السلاليم، فلما علوه تحير المسلمون ودخلوا دورهم، فوضع الفرنج فيهم السيف ثلاثة أيام، فقتلوا ما يزيد على مائة ألف وسبوا السبي الكثير وملكوه وأقاموا أربعين يوما، وساروا إلى عرقة فحصروها أربعة أشهر ونقبوا سورها عدة نقوب فلم يقدروا عليها، وراسلهم منقذ صاحب شيزر فصالحهم عليها، وساروا إلى حمص وحصروها فصالحهم صاحبها جناح الدولة، وخرجوا على طريق النواقير إلى عكا فلم يقدروا عليها.

## وصف المجزرة
في تقرير بمجلة «لوبوان» (Le Point) الفرنسية طالع الكاتبان فريديريك لوينو وجويندولين دوس سانتوس على بعض تفاصيل تلك المجزرة:
لم يشعر سكان معرة النعمان في البداية بالذعر، فقد صمدوا بالفعل أمام العديد من الغزاة، بفضل السور المحكم المحاط بخندق عميق الذي يطوّق بلدتهم، لكن مع اقتراب فصل الشتاء، ازداد الجوع شراسة وفتكا، فضاعف قادة الصليبيين الهجمات، وقاوم سكان هذه البلدة مدة 20 يوما ببطولة وبسالة الغزاة الجدد. ويصف فوشي دو شارتر، وهو أحد الصليبيين، ذلك بالقول «لا أستطيع أن أصف ما حدث من دون أن أتطرق برعب إلى ما كنا نقوم به، إذ كنا نقطع قطعة أو قطعتين من جثة أحد المسلمين، ومنا من لا ينتظر حتى يحمصها بل يبادر إلى نهشها بأسنانه الوحشية».
في 11 ديسمبر/كانون الأول تمكنوا من القفز من فوق السور مستخدمين في ذلك برجا خشبيا، عندئذ تراجع المدافعون عن معرة النعمان بأعداد كبيرة باتجاه وسط المدينة، ليستمر القتال طوال الليل. وفي اليوم التالي، 12 ديسمبر/كانون الأول 1098، أبلغ قادة المدينة بوهموند أنهم مستعدون للتفاوض، فوعدهم بالحفاظ على أرواحهم في حالة الاستسلام الفوري والكامل. لكنه نكث وعده، وما كاد سكان معرة النعمان يلقون أسلحتهم حتى بدأت مجزرة رهيبة، قضى فيها الصليبيون على كل من كان حيا في المدينة.
ووفقا لما اطّلع عليه الكاتبان من سجلات، فإن 20 ألف شخص قتلوا في تلك المجزرة، ولكن المهاجمين لما بدؤوا نهب المتاجر والمخازن اكتشفوا أنها فارغة، فثار غضبهم وعادوا للجثث التي كانت تملأ الشوارع ليلتهموها. ويصف أحد الجنود الصليبيين، واسمه رودولف دي كاين، لما وقع بالقول «في معرة النعمان، أقدم جنودنا على غلي الوثنيين في القدور، وحوّلنا لحوم الأطفال إلى أسياخ لالتهامها مشوية».
ويعلّق الكاتبان على هذه المجزرة بالقول إن سمعة الذوق الفرنسي في ما يخص الأكل تلقت ضربة قاسية إثر المجازر التي اقترفها الصليبيون هناك وما تكشف من أكلهم للحوم البشر، ولفتا إلى أن ذلك ترك أثرا عميقا في شعوب الشرق الأوسط. وأضافا أن سمعة الغربيين ظلت بعد هذه الحوادث، على مدى قرون، ملطخة بوصمة عار الشراسة وأكل لحوم البشر، مقابل المسلمين، واليهود، حتى المسيحيين الأرثوذكس الذين لم يعرف عنهم مثل هذا الأمر، وفق وصف الكاتبين.
ويذهب الأدب العربي إلى القول إن أكل الصليبيين للحوم البشر لم يكن بسبب الجوع وحده، بل أيضًا بسبب محاولتهم الحطّ من قيمة المسلم الإنسانية واعتباره في مرتبة الحيوان، على حدّ قول الكاتبين.

## وصلات خارجية
- The Cannibals of Ma`arra نسخة محفوظة 16 ديسمبر 2005 على موقع واي باك مشين. at Utah Indymedia
- Encyclopedia of the Orient نسخة محفوظة 25 يناير 2021 على موقع واي باك مشين.

## قراءات اضافية
- Amin Maalouf, الحروب الصليبية كما رآها العرب. Schocken, 1989, ISBN 0-8052-0898-4